# Stenka Razine (Glazounov)
Pour les articles homonymes, voir Stenka Razine (homonymie).

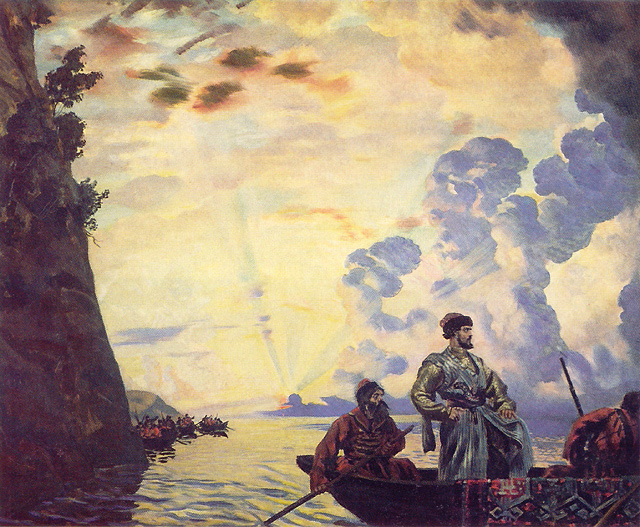
Stenka Razine sur la Volga (par Boris Koustodiev, (1918) au Musée Russe de Saint-Pétersbourg.)

Stenka Razine opus 13 est un poème symphonique d'Alexandre Glazounov composé en 1885 d'après la vie du célèbre cosaque éponyme qui a vécu au XVIIe siècle. Dédié à la mémoire d'Alexandre Borodine, il est l'une des rares compositions écrites par Glazounov sur un sujet nationaliste et est composé dans un style qui rappelle ceux de Borodine et Piotr Ilitch Tchaïkovski.

## Analyse de l'œuvre
Le style mélange des mélodies russes et orientalisantes. Le premier thème utilise la chanson populaire  Les Bateliers de la Volga, qui avait été recueillie par Mili Balakirev en 1866.
La composition de Glazounov dramatise et idéalise la carrière du cosaque Stenka Razine. Après avoir mené des raids contre le régime tsariste, Razin a été capturé et a bénéficié d'une amnistie en échange d'un serment d'allégeance. Il a brisé sa promesse, menant une armée de plusieurs centaines de milliers de rebelles dans une tentative pour renverser le gouvernement. Capturé à nouveau, il a été exécuté en 1672.
La partition se concentre sur un moment dramatique qui précède immédiatement la recapture de Razin. Razin et sa maîtresse, une princesse perse capturée, naviguent sur la Volga sur un bateau richement orné. Là, dans une version de l'histoire, la princesse rapporte un rêve inquiétant, annonçant la catastrophe imminente et sa propre mort dans la rivière. Ils sont soudain entourés par des soldats tsaristes. Razin jette la princesse dans l'eau, en déclarant : « Jamais en trente ans je n'ai offert un sacrifice à la Volga. Aujourd'hui, je vais lui donner ce qui est pour moi le plus précieux de tous les trésors du monde ». Les Cosaques se précipitent alors dans un geste de désespoir sur les troupes russes. Une autre version de l'histoire de Razine affirme que son amour de la princesse a émoussé sa soif de combat - il espère que la noyade la princesse l'aidera à mener ses compagnons une fois de plus à la bataille.
L'introduction lente évoque la Volga, en citant « Le Chant des Bateliers de la Volga », avec la solennité du chant que colore non seulement l'introduction en si bémol mineur, mais aussi les parties extérieures de l'Allegro con brio principal dans la même tonalité. Ces sections extérieures représentent les raids de Razine sur les villages le long de la rivière. Une section centrale douce (Allegro moderato) présente une mélodie de clarinette qu'on a prétendu être d'origine persane; ce thème, sensuel et ondulant à la mode russe orientale, décrit la princesse. Les deux thèmes, seuls et en association, fournissent la substance de la section centrale du développement, qui culmine lors de la représentation de la mort de la princesse. « Le Chant des Bateliers de la Volga » est repris par les cuivres pour amener la conclusion.
L'œuvre a été créée à Saint-Pétersbourg le 23 novembre 1885 lors d'un concert, organisé par Mitrofan Belaïev et dirigé par Georgi Ottonovitch Dutsch, un élève de Nikolaï Rimski-Korsakov.

## Instrumentation
La partition prévoit :
| Instrumentation de Stenka Razine                                               |
| Bois                                                                           |
| 3 flûtes (la 3e joue le piccolo), 2 hautbois, 2 clarinettes (en la), 2 bassons |
| Cuivres                                                                        |
| 4 cors (en fa), 2 trompettes, 3 trombones (dont un trombone basse), 1 tuba     |
| Percussions                                                                    |
| 4 timbales, grande batterie                                                    |
| Cordes                                                                         |
| premiers violons, seconds violons, altos, violoncelles, contrebasses, harpe    |

- Durée d'exécution : quinze minutes.

## Source
- François-René Tranchefort, Guide de la musique symphonique, Fayard, coll. « Les Indispensables de la musique », France, 1986  (ISBN 2-213-01638-0), p.277.